# 陸上競技のオリンピック記録一覧
陸上競技のオリンピック記録一覧は、国際オリンピック委員会が認定する陸上競技オリンピック記録の一覧である。
♦の印がついている記録は世界記録でもある。

## 五輪記録

### 男子
| 種目           | 記録          | 選手                                                                                  | 国名             | 日時           | 大会                         |
| -------------- | ------------- | ------------------------------------------------------------------------------------- | ---------------- | -------------- | ---------------------------- |
| 100m競走       | 9秒63         | ウサイン・ボルト                                                                      | ジャマイカ       | 2012年8月5日   | ロンドンオリンピック         |
| 200m競走       | 19秒30        | ウサイン・ボルト                                                                      | ジャマイカ       | 2008年8月20日  | 北京オリンピック             |
| 400m競走       | 43秒03♦       | ウェイド・バンニーキルク                                                              | 南アフリカ共和国 | 2016年8月14日  | リオデジャネイロオリンピック |
| 800m競走       | 1分40秒91♦    | デイヴィッド・レクタ・ルディシャ                                                      | ケニア           | 2012年8月9日   | ロンドンオリンピック         |
| 1500m競走      | 3分27秒65     | コール・ホッカー                                                                      | アメリカ合衆国   | 2024年8月6日   | パリオリンピック             |
| 5000m競走      | 12分57秒82    | ケネニサ・ベケレ                                                                      | エチオピア       | 2008年8月23日  | 北京オリンピック             |
| 10000m競走     | 26分43秒14    | ジョシュア・チェプテゲイ                                                              | ウガンダ         | 2024年8月2日   | パリオリンピック             |
| マラソン       | 2時間6分26秒  | タミラト・トラ                                                                        | エチオピア       | 2024年8月10日  | パリオリンピック             |
| 110mハードル   | 12秒91        | 劉翔                                                                                  | 中国             | 2004年8月27日  | アテネオリンピック           |
| 400mハードル   | 45秒94♦       | カールステン・ワーホルム                                                              | ノルウェー       | 2021年8月2日   | 東京オリンピック             |
| 3000m障害      | 8分03秒28     | コンセスラス・キプルト                                                                | ケニア           | 2016年8月17日  | リオデジャネイロオリンピック |
| 4×100mリレー走 | 36秒84♦       | ネスタ・カーター マイケル・フレイター ヨハン・ブレーク ウサイン・ボルト               | ジャマイカ       | 2012年8月11日  | ロンドンオリンピック         |
| 4×400mリレー走 | 2分54秒43     | クリストファー・ベイリー バーモン・ノーウッド ブライス・デッドモン ライ・ベンジャミン | アメリカ合衆国   | 2024年8月10日  | パリオリンピック             |
| 20000m競歩     | 1時間18分59秒 | 陳定                                                                                  | 中国             | 2012年8月4日   | ロンドンオリンピック         |
| 50000m競歩     | 3時間35分59秒 | セルゲイ・キルジャプキン                                                              | ロシア           | 2012年8月11日  | ロンドンオリンピック         |
| 走高跳         | 2.39m         | チャールズ・オースチン                                                                | アメリカ合衆国   | 1996年7月28日  | アトランタオリンピック       |
| 走幅跳         | 8.90m         | ボブ・ビーモン                                                                        | アメリカ合衆国   | 1968年10月18日 | メキシコシティーオリンピック |
| 棒高跳         | 6.25m♦        | アルマンド・デュプランティス                                                          | スウェーデン     | 2024年8月6日   | パリオリンピック             |
| 三段跳         | 18.09m        | ケニー・ハリソン                                                                      | アメリカ合衆国   | 1996年7月27日  | アトランタオリンピック       |
| 砲丸投         | 23.30m        | ライアン・クラウザー                                                                  | アメリカ合衆国   | 2021年8月7日   | 東京オリンピック             |
| 円盤投         | 70.00m        | ロージェ・ストナ                                                                      | ジャマイカ       | 2024年8月7日   | パリオリンピック             |
| ハンマー投     | 84.80m        | セルゲイ・リトビノフ                                                                  | ソビエト連邦     | 1988年9月26日  | ソウルオリンピック           |
| やり投         | 92.97m        | アルシャド・ナディーム                                                                | パキスタン       | 2024年8月8日   | パリオリンピック             |
| 十種競技       | 9018点        | ダミアン・ワーナー                                                                    | カナダ           | 2021年8月5日   | 東京オリンピック             |

### 女子
| 種目           | 記録           | 選手                                                                              | 国名           | 日時          | 大会                         |
| -------------- | -------------- | --------------------------------------------------------------------------------- | -------------- | ------------- | ---------------------------- |
| 100m競走       | 10秒61         | エレイン・トンプソン                                                              | ジャマイカ     | 2021年7月31日 | 東京オリンピック             |
| 200m競走       | 21秒34♦        | フローレンス・グリフィス＝ジョイナー                                              | アメリカ合衆国 | 1988年9月29日 | ソウルオリンピック           |
| 400m競走       | 48秒17         | マリレイディ・パウリノ                                                            | ドミニカ共和国 | 2024年8月9日  | パリオリンピック             |
| 800m競走       | 1分53秒43      | ナデジダ・オリザレンコ                                                            | ソビエト連邦   | 1980年7月27日 | モスクワオリンピック         |
| 1500m競走      | 3分51秒29      | フェイス・キピエゴン                                                              | ケニア         | 2024年8月10日 | パリオリンピック             |
| 5000m競走      | 14分26秒17     | ビビアン・チェルイヨット                                                          | ケニア         | 2016年8月19日 | リオデジャネイロオリンピック |
| 10000m競走     | 29分17秒45     | アルマズ・アヤナ                                                                  | エチオピア     | 2016年8月12日 | リオデジャネイロオリンピック |
| マラソン       | 2時間22分55秒  | シファン・ハッサン                                                                | オランダ       | 2024年8月11日 | パリオリンピック             |
| 100mハードル   | 12秒26         | ジャスミン・クイン                                                                | プエルトリコ   | 2021年8月1日  | 東京オリンピック             |
| 400mハードル   | 50秒37♦        | シドニー・マクラフリン                                                            | アメリカ合衆国 | 2024年8月8日  | パリオリンピック             |
| 3000m障害      | 8分52秒76      | ウィンフレドムチレ・ヤビ                                                          | バーレーン     | 2024年8月7日  | パリオリンピック             |
| 4×100mリレー走 | 40秒82♦        | ティアナ・マディソン アリソン・フェリックス ビアンカ・ナイト カーメリタ・ジーター | アメリカ合衆国 | 2012年8月10日 | ロンドンオリンピック         |
| 4×400mリレー走 | 3分15秒27♦     | タチアナ・レドフスカヤ オルガ・ナザロワ マリヤ・ピニギナ オルガ・ブリズギナ       | ソビエト連邦   | 1988年10月1日 | ソウルオリンピック           |
| 20000m競歩     | 1時間25分02秒♦ | エレーナ・ラシュマノワ                                                            | ロシア         | 2012年8月11日 | ロンドンオリンピック         |
| 走高跳         | 2.06m          | エレーナ・スレサレンコ                                                            | ロシア         | 2004年8月28日 | アテネオリンピック           |
| 走幅跳         | 7.40m          | ジャッキー・ジョイナー＝カーシー                                                  | アメリカ合衆国 | 1988年9月29日 | ソウルオリンピック           |
| 棒高跳         | 5.05m          | エレーナ・イシンバエワ                                                            | ロシア         | 2008年8月18日 | 北京オリンピック             |
| 三段跳         | 15.67m♦        | ユリマル・ロハス                                                                  | ベネズエラ     | 2021年8月3日  | 東京オリンピック             |
| 砲丸投         | 22.41m         | イローナ・スルピアネク                                                            | 東ドイツ       | 1980年7月24日 | モスクワオリンピック         |
| 円盤投         | 72.30m         | マルティナ・ヘルマン                                                              | 東ドイツ       | 1988年9月29日 | ソウルオリンピック           |
| ハンマー投     | 82.29m♦        | アニタ・ヴォダルチク                                                              | ポーランド     | 2016年8月15日 | リオデジャネイロオリンピック |
| やり投         | 71.53m         | オスレイディス・メネンデス                                                        | キューバ       | 2004年8月27日 | アテネオリンピック           |
| 七種競技       | 7291点♦        | ジャッキー・ジョイナー＝カーシー                                                  | アメリカ合衆国 | 1988年9月24日 | ソウルオリンピック           |

### 男女混合
| 種目         | 記録       | 選手                                                                            | 国名           | 日時         | 大会             |
| ------------ | ---------- | ------------------------------------------------------------------------------- | -------------- | ------------ | ---------------- |
| 4×400mリレー | 3分07秒41♦ | バーモン・ノーウッド シェミアー・リトル ブライス・デッドモン ケーリン・ブラウン | アメリカ合衆国 | 2024年8月2日 | パリオリンピック |